# کوپویل (تگزاس)
کوپویل (به انگلیسی: Copeville) یک منطقهٔ مسکونی در ایالات متحده آمریکا است که در شهرستان کالین، تگزاس واقع شده‌است. کوپویل ۱۶۸٫۸۶ متر بالاتر از سطح دریا واقع شده‌است.